# Alaeddine Ajaray
 (décembre 2021).
Si vous disposez d'ouvrages ou d'articles de référence ou si vous connaissez des sites web de qualité traitant du thème abordé ici, merci de compléter l'article en donnant les références utiles à sa vérifiabilité et en les liant à la section « Notes et références ».
Alaeddine Ajaraie (en arabe : علاء الدين أجري), né le 5 janvier 1993 à Casablanca (Maroc), est un footballeur marocain jouant au poste d'attaquant au Maghreb de Fes.

## Biographie

### En club
Alaeddine Ajaraie commence sa carrière en deuxième division marocaine avec le Widad Sportive Témara. Avec ce club, il dispute quatorze matchs et marque deux buts. 
Le 1er août 2019, il signe un contrat de trois ans à la RS Berkane. Il vit une saison impressionnante avec le club en remportant la Coupe de la confédération 2019-2020, soit le premier titre continental de l'histoire du club. Il dispute six matchs en compétition continentale et 18 matchs en Botola Pro. Indésirable en fin de saison, il est mis sur la liste des départs.
Le 13 novembre 2020, il signe un contrat de trois ans au Maghreb Association sportive.

### En sélection
Le 21 mars 2021, il est convoqué par Houcine Ammouta avec l'équipe du Maroc A' pour un stage de préparation, à huit mois de la Coupe arabe de la FIFA 2021. Le joueur ne sera finalement pas repris pour la compétition.

## Palmarès

### En club
RS Berkane
- Coupe de la confédération (1) :
  - Vainqueur : 2019-20.